# Niels Henrik Abel
Niels Henrik Abel (Nedstrand, 5 de agosto de 1802 — Froland, 6 de abril de 1829) foi um matemático norueguês. Foi o segundo filho do casal Søren Georg Abel e Anne Marie Simonsen.

## Vida
O pai de Abel acreditava que todo cidadão e cidadã deveria ter conhecimento de cultura e ciência, por isso criou um grupo de estudos para instigar e desenvolver os conhecimentos dos filhos e dos fiéis. O mesmo sempre se encarregava da educação dos filhos, pois de acordo com os fatos históricos a mãe de Abel foi criada cercada de luxos e desenvolveu o hábito de participar e organizar festas e eventos. Até meados de 1814 Søren  obteve várias conquistas religiosas e políticas, porém nesse mesmo ano iniciou um processo de decadência financeira muito devido ao seu rigor religioso. 
No ano de 1815, Abel foi enviado a cidade de Oslo para estudar na Escola Catedral no lugar de seu irmão que aparentemente não estava bem psicologicamente. Abel teve que ser bolsista, pois como foi citado anteriormente sua família enfrentava uma crise financeira o que piorou de vez quando seu pai se entregou a bebida e veio a falecer, deixando para o filho a miséria que o acompanhou até o final da sua vida. 
Nessa instituição de ensino Abel conheceu o professor de matemática Bert Michael Holmboe, um docente que despertava nos alunos o gosto pela matemática, o mesmo viu em Abel uma habilidade nata para solucionar problemas considerados dificílimos pelos demais discentes e a partir dessa observação começou a ministrar aulas extras para o seu pupilo. Para essas aulas Holmboe utilizava livros universitários possibilitando a  Abel o contato com assuntos de matemática avançada e fazendo com que as competências e habilidades do jovem aprendiz se desenvolvessem ao ponto do aluno fazer suas próprias descobertas. Devido ao empenho do professor e a dedicação de Abel, antes mesmo dele entrar para a universidade já conhecia as obras de matemáticos renomados na época, tais como: Leonhard Euler, D’Alembert, Francoeur, Garnier, Gauss, Lacroix, Lagrange, Newton e Siméon Denis Poisson. Além disso, Holmboe tornou-se amigo e protetor do jovem Abel. 
Com quase 19 anos Abel desenvolveu pesquisas sobre equações do quinto grau e chegou a achar que tinha descoberto uma fórmula geral para solucionar essas equações por meio de radicais, para isso apresentou suas pesquisas aos seus professores para que eles pudessem revisá-las a procura de possíveis erros, mas os mesmos não conseguiram encontrar nada que apontasse equívocos e por isso concordaram em enviar as pesquisas para o professor Ferdinand Degen em Copenhague, um matemático famoso na época. Degen reviu o material recebido e também não encontrou erros, mas não conseguia acreditar que um estudante desconhecido tivesse êxito no que tantos matemáticos talentosos e renomados falharam. Porém observou o talento e a mente brilhante por trás daquelas pesquisas, então pediu para Abel dá um exemplo numérico de seu método e também o aconselhou a estudar as funções elípticas.
Os problemas familiares se uniram a essa decepção com sua pesquisa despertaram em Abel o sonho e a necessidade de entrar para a universidade, pois ao concluir seus estudos poderia arranjar um emprego para se sustentar e auxiliar sua mãe e seus irmãos, os quais no momento viviam desafortunados, esse desejo foi expresso em uma de suas cartas, pois tudo que sabemos da vida desse ilustre gênio da matemática foram por intermédio de cartas destinadas a amigos e amigas, e também por relatos dos mesmos.
No ano de 1821, Abel foi aceito na Universidade de Oslo, mas ele não dispunha de recursos financeiros para se manter na mesma. Por isso, um grupo de professores que acreditavam no potencial de Abel se reuniram para mantê-lo na universidade com recursos próprios. Um desses docentes o astrônomo Christoffer Hansteen, que lecionava matemática na Universidade de Oslo. Ele e sua esposa praticamente adotaram o jovem gênio, e essas atitudes incentivaram Abel a se dedicar mais ainda a seus estudos, renovando a esperança e fortalecendo o sonho de ser reconhecido e mantido pelo seu trabalho. Através dos seus estudos Abel conseguiu entrar para um grupo restrito de cientistas e tornou-se amigo de Christian Boeck e de Baltazar Keilhau, este por sua vez foi um dos mais fiéis amigos de Abel.
Voltando ao estudo das equações do 5º grau, Abel tentou exemplificar numericamente o método descrito, por ele, em sua pesquisa e descobriu um erro. A partir daí se dedicou ao estudo das equações do 5º grau tentando corrigir esse erro e em 1821 publicou Mémoire sur les équations algébriques, ou l'on démontre l'impossibilité de la résolution de l'équation générale du cinquième degré, onde mostrou a impossibilidade de solução por meio de radicais para essas equações. Em 1822 Abel se formou.
No início de 1823, Hansteen chefiou a edição de uma revista científica intitulada Magazine for Naturvidenskaben, na qual Abel publicou vários artigos. Dentre os quais podemos citar o primeiro que foi Almindelig method til at find funktioner af een variabel storrelse , naar en egenskab af disse funktioner er udtrykt ved en ligning mellom to variable e o segundo Oplosning af et opgaver ved hjelp af bestemte integraler. Porém não demorou muito para os editores da revista perceberem que os trabalhos de Abel eram muito complexos até mesmo para grandes matemáticos, os quais tinham que se dedicarem um pouco mais para poder compreendê-los, e por esse motivo várias vezes trabalhos excepcionais de Abel foram esquecidos enquanto estavam sendo revisados. Nesse mesmo ano o professor Rasmussen presenteou Abel com uma viagem para Copenhague para que ele visitasse Ferdinand Degen e outros matemáticos famosos. Mas Abel encontrou muito mais que matemática, encontrou o amor da sua vida a jovem Chistine Kemp conhecida como Crelly, a qual correspondeu ao amor do jovem e mais tarde veio a tornar-se sua noiva.
Ao retornar de sua viagem as esperanças e a energia de Abel estavam revigoradas, tônico suficiente para ele conseguir demonstrar a impossibilidade, de forma geral, de resolver as equações do 5º grau somente com operações algébricas. Sendo possível solucionar apenas casos particulares da equações do 5º grau. Esse trabalho rendeu ao gênio um dote do Conselho Universitário garantindo sua sobrevivência por um tempo. Então, ele imprimiu algumas cópias da síntese do trabalho, pois não tinha dinheiro para imprimir o trabalho detalhado, e as enviou para grandes matemáticos de vários países, mas os mesmos não deram importância devido a complexidade do material e novamente as expectativas de Abel foram frustradas. A prova detalhada dessa pesquisa foi publicada em 1826 no jornal de Leopold Crelle.

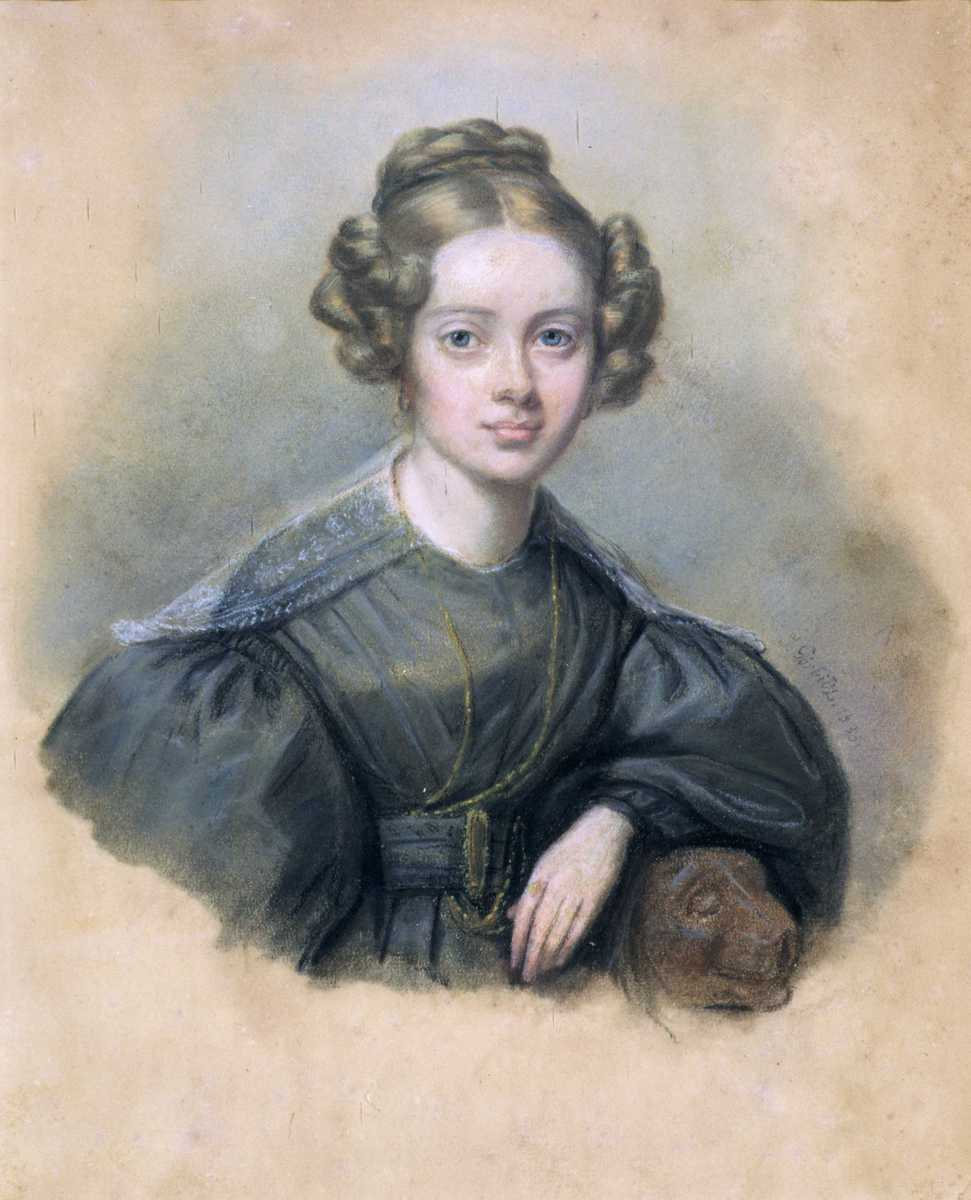
Gørbitz, Christine Kemp, 1835

Em 1824 Christine foi trabalhar em uma cidade próxima de Oslo passando a ver Abel com uma maior frequência e nesse ínterim aceitou o pedido de casamento do jovem. Porém, o costume da época era que um casamento só podia ser realizado se o pretendente pudesse manter a família, o que Abel não podia no momento. Então, só restavam aos apaixonados esperar que os dias vindouros fossem melhores e que Abel conseguisse um emprego para poder prover a nova família e antiga também. Essa realidade entristeceu mais ainda Abel, e o mesmo, mais tarde, confidenciou ao amigo Keilhau a sua situação e lhe pediu que se algo lhe acontecesse que ele protegesse Christine. Keilhau só conhecia Christine pelos depoimentos de seu amigo, então após a morte de Abel o único jeito de protegê-la era com o casamento e segundo relatos eles foram muito felizes.
Em 1825 Abel, Keilhau, Boeck e Otto fizeram uma viagem de estudos pela Europa financiados pelo governo norueguês. Esse acontecimento representava para Abel a possibilidade de conseguir um trabalho, então ele se dedicou o máximo que pode e escreveu vários artigos para um jornal especializado fundado por August Leopold Crelle, o qual sempre apoiou Abel e o incentivou a participar do grupo dos grandes cientistas da época, entre eles Gauss, a estrela mais brilhante da Alemanha. Mesmo sendo um gênio da matemática e contando com a ajuda e o apoio dos amigos Abel mesmo assim não conseguia um trabalho remunerado e essa situação só lhe trazia mais tristeza, pois não poderia casar com sua amada e nem ajudar seus dois irmãos mais novos que viviam em extrema pobreza. Nessa época Abel não tinha posses nem para manter a si próprio e por isso vivia mal nutrido, degastado intelectualmente e mentalmente. Esses ingredientes juntos só podem fazer mal a um ser humano, no entanto a má alimentação foi o que mais prejudicou Abel deixando sua imunidade baixa a ponto dele contrair tuberculose, o que o levou ao óbito em 06  de abril  de 1829 com apenas 26 anos.
A partir de julho de 1826 Abel viajou por conta própria e chegou a Paris. Em 30 de outubro desse mesmo ano apresentou um teorema sobre a adição de diferenciais algébricas a Academia de Ciências, o qual ficou para ser analisado por Augustin Louis Cauchy. Um matemático que vivia consumido por suas próprias ideias e por isso considerado egoísta por muitas pessoas. Logo, o mesmo não deu atenção ao trabalho do jovem matemático e novamente os anseios de Abel não se concretizaram, pois ele esperava o reconhecimento por essa extraordinária obra-prima e com isso o emprego tão almejado. Então, depois de várias tentativas fracassadas só restava a Abel retornar ao país de origem.
Em maio de 1827 Abel chegou na Noruega e foi escolhido para o cargo de membro da Sociedade Real Norueguesa, porém esse cargo não era remunerado e como era de se esperar ele recusou. As vezes a vida pode ser tão cruel que chega a ser cômica, ou seja, ele tinha o reconhecimento da sociedade norueguesa, mas ainda dependia da ajuda dos amigos para sobreviver e sem contar que já tinha adquirido uma dívida bancária. Muitos talvez estejam se perguntando: Por que ele não procurou emprego em outra área? Creio que a resposta mais plausível é: A essência de Abel era a matemática e ninguém pode sobreviver sem a sua essência, pois assim seu corpo seria só um invólucro sem alma. Em 1828 Abel disputou acirradamente com Carl Gustav Jakob Jacobi a primazia dos estudos sobre funções elípticas, o qual ele ganhou ao publicar um trabalho detalhado sobre o assunto.
Em 09 de abril de 1829 chegou para Abel uma carta do seu amigo Crelle lhe comunicando as boas novas, ou melhor, lhe contando que o ministro da instrução de Berlim decidiu lhe dá um emprego, porém, Abel já havia morrido há dois dias atrás. As causas que o levaram a morte consternou a toda a sociedade científica. 
Após a morte de Abel foi concedido pela Academia de Ciências de Paris 3 000 francos (para ser dividido entre ele e Jacobi) em reconhecimento pelas suas contribuições a matemática, o qual foi entregue a sua família. De acordo com relatos os irmãos mais novos de Abel viveram com retidão e desfrutando de uma vida mais fácil economicamente.
O professor Michael para exaltar a memória de seu ex-aluno e amigo dedicou tempo e um grande esforço para organizar as obras de Abel, já que o mesmo não dispunha de um intelecto tão desenvolvido com o de Abel, a edição foi publicada em 1839, pelo governo norueguês e em 1881 uma versão mais completa foi publicada por Sylow e Sophus.

## Contribuições na matemática
Os temas trabalhados por Abel foram:
1. Equações funcionais
2. Transformadas integrais e integrais definidas
3. Equações algébricas
4. Integrais hiperelípticas
5. Teorema de Abel
6. Funções elípticas
7. Desenvolvimento da teoria das funções elípticas e integrais abelianas
8. Desenvolvimento da teoria da transformação das funções elípticas
9. Séries

### Equações Funcionais
Em 1823, publicou na edição da revista Magasinet for Naturvidenskaberne, revista editada em Cristiânia por Christopher Hansteen, dois artigos. O primeiro intitulado Almindelig Methode til at finde Funktioner af een variabel Størrelse, naar en Egenskab af disse Funktioner er udtrykt ved en Ligning mellom to Variable, no qual Abel considerou um tipo especial de equação funcional
{\displaystyle V(x,y,\varphi \alpha ,f\beta ,F\gamma ,\dots ,\varphi '\alpha ,f'\beta ,F'\gamma ,\ldots )=0}
Onde {\displaystyle \varphi ,f,F,\ldots } são funções desconhecidas em variável e {\displaystyle \alpha ,\beta ,\gamma ,\ldots } são funções conhecidas em duas variáveis {\displaystyle x,y}. Seu método se baseia em eliminar as funções desconhecidas {\displaystyle \varphi ,f,F} na equação {\displaystyle V=0} obtendo uma equação diferencial com  {\displaystyle \alpha ,\beta ,\gamma ,\ldots } constantes.

### Transformadas integrais e integrais definidas
A equação de Abel provavelmente foi o primeiro caso de uma equação integral na história da matemática.

### Funções Elípticas
Abel é o fundador da teoria das funções elípticas e seu trabalho foi publicado no segundo e terceiro volumes do Jornal de Crelle (1827-1828), em um grande livro de memórias intitulado Recherches sur les finctions elliptiques (Euvres, t.I, p. 263-388). Abel recorda brevemente os principais resultados de Euler, de Lagrange e de Legendre sobre integrais elípticas e define sua função elíptica {\displaystyle \varphi \alpha =x} pela relação
{\displaystyle \displaystyle \int _{0}{\dfrac {dx}{\sqrt {(1-c^{2}x^{2})(1+e^{2}x^{2})}}}}
onde  {\displaystyle c,e\in \mathbb {R} }. Essa definição equivale a equação:
{\displaystyle \varphi '\alpha ={\sqrt {(1-c^{2}\varphi ^{2}\alpha )(1+e^{2}\varphi ^{2}\alpha )}}}, com  {\displaystyle \varphi (0)=0}.
Abel tomou 
{\displaystyle f\alpha ={\sqrt {1-c^{2}\varphi ^{2}\alpha }}} e {\displaystyle F\alpha ={\sqrt {1+e^{2}\varphi ^{2}\alpha }}}
e explicou que o principal objetivo de seu livro de memórias é a resolução da equação algébrica de grau {\displaystyle m^{2}} que dá {\displaystyle \varphi \alpha }, {\displaystyle f\alpha }, {\displaystyle F\alpha } quando se tem {\displaystyle \varphi (m\alpha )}, {\displaystyle f(m\alpha )} e {\displaystyle F(m\alpha )}.

## Legado

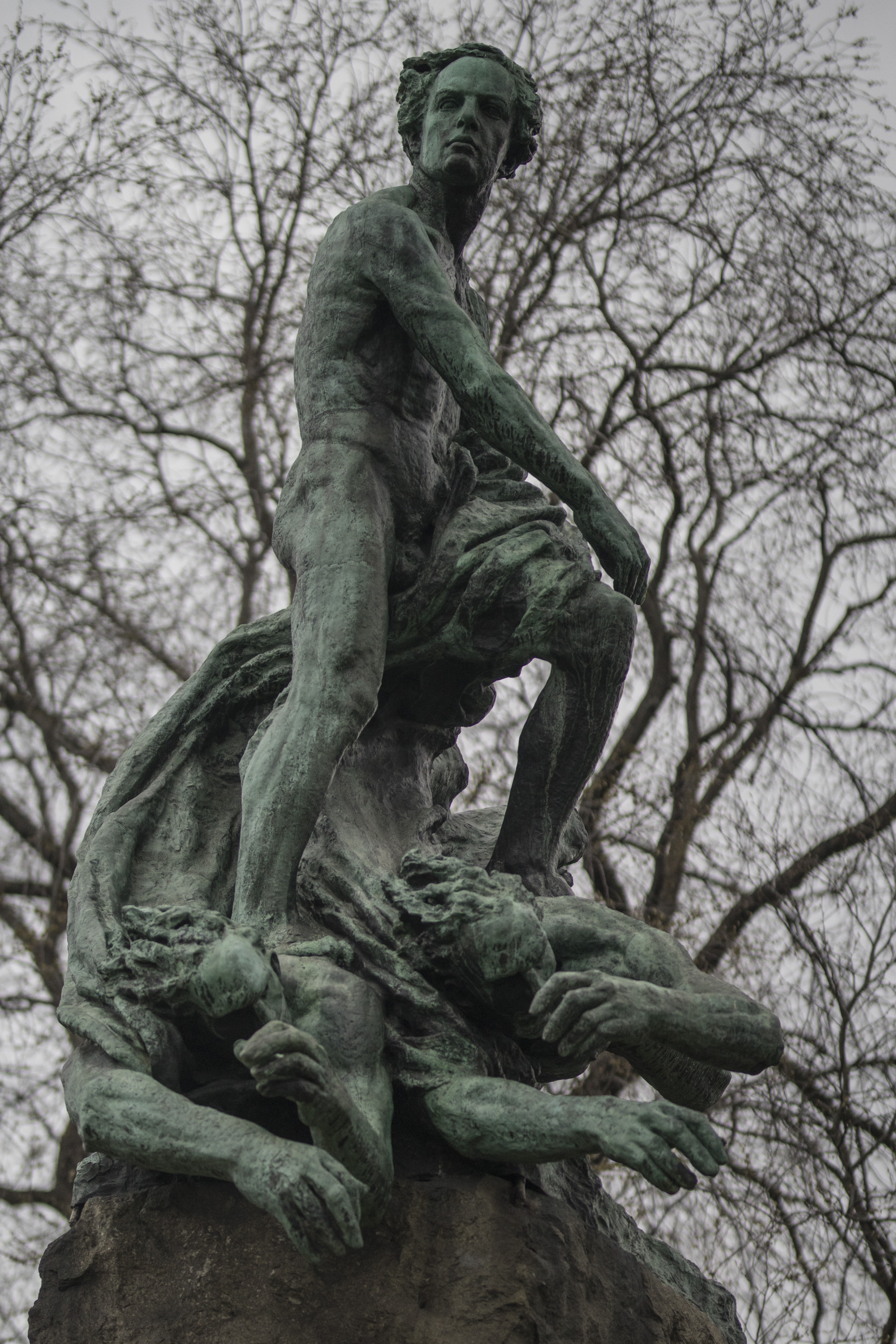
Estátua de Abel em Slottsparken, Oslo

Uma estátua de Abel foi erguida em Oslo, foram emitidos quatro selos noruegueses, foi confeccionada uma cédula de 500 coroas e uma moeda de 20 coroas, e em 2002 foi criado o Prêmio Abel. Todas essas atitudes foram tomadas para homenagear um grande gênio da matemática que durante sua curta vida dedicou-se a esta ciência, embora sem o reconhecimento devido.
1. Foram emitidos quatro selos noruegueses para o centenário da morte de Abel;
2. Sua foto aparece na cédula de 500 coroas (versão V) emitido durante 1978-1985;
3. Em 5 de junho de 2002, quatro selos noruegueses foram emitidos em honra de Abel dois meses antes do bicentenário do seu nascimento;
4. Há também uma moeda de 20 coroas emitido pela Noruega em sua honra;
5. Uma estátua de Abel fica em Oslo, e Abel cratera na lua foi nomeada após ele;
6. Em 2002, o Prêmio Abel foi criado em sua memória;
7. Em 2004, foi publicado o livro The Legacy of Niels herink Abel.

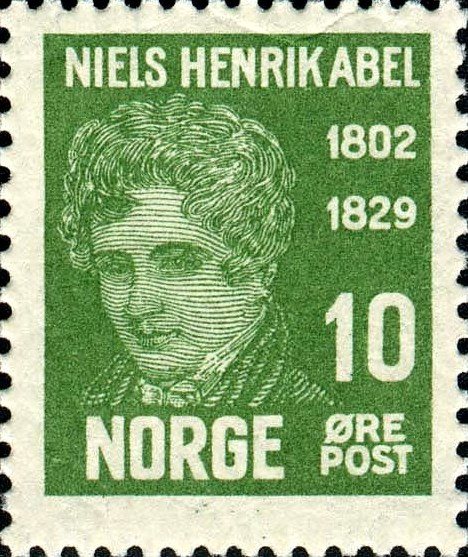
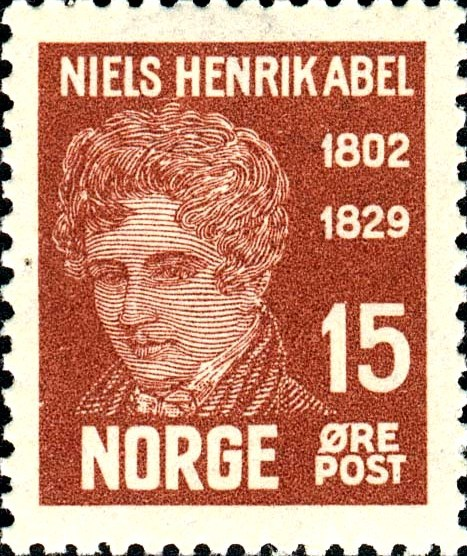
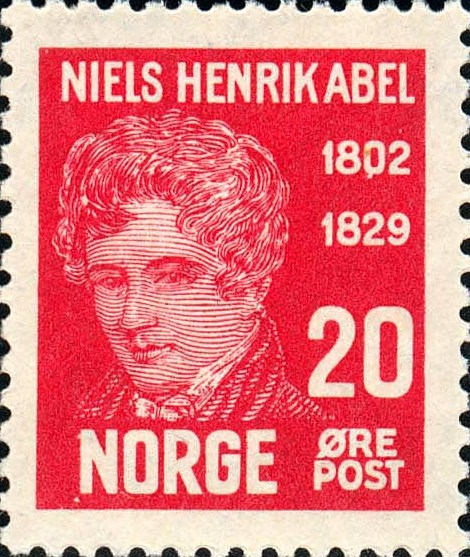
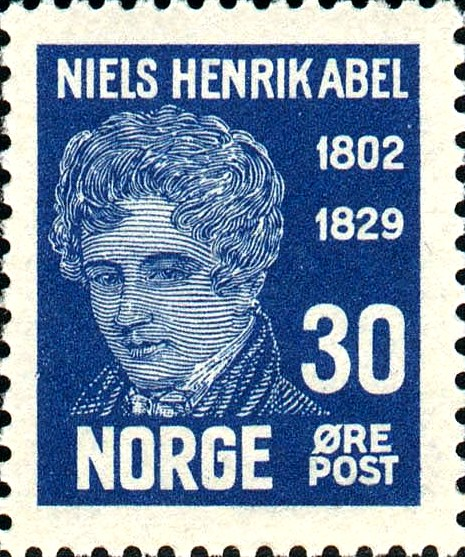